# وزارة الخارجية (روسيا)
وزارة خارجية الاتحاد الروسي (بالروسية: Министерство иностранных дел Российской Федерации)‏ هي الوزارة الحكومية المسؤولة عن قيادة السياسة الخارجية والعلاقات الخارجية الروسية. وهي وريثة وزارة خارجية الجمهورية الروسية السوفيتية الاشتراكية، التي عملت تحت إشراف وزارة خارجية الاتحاد السوفيتي.
يشغل منصب وزير الخارجية حاليًا سيرغي لافروف، وتتولى ماريا زاخاروفا منصب المتحدثة الرسمية باسم الوزارة.

## الهيكلل التنظيمي
- الوكالة الفيدرالية لرابطة الدول المستقلة والمواطنون الذين يعيشون في الخارج والتعاون الإنساني الدولي
- الأمانة العامة
- إدارة بلدان رابطة الدول المستقلة الأولى
  - التعاون العام
- إدارة بلدان رابطة الدول المستقلة الثانية
  - أوكرانيا، بيلاروسيا، مولدوفا
- إدارة بلدان رابطة الدول المستقلة الثالثة
  - كازاخستان، قيرغيزستان، طاجيكستان، تركمانستان، أوزبكستان
- إدارة بلدان رابطة الدول المستقلة الرابعة
  - أبخازيا، أرمينيا، أذربيجان، جورجيا، أوسيتيا الجنوبية
- إدارة أوروبا الأولى
  - أندورا، بلجيكا، إسبانيا، فرنسا، إيطاليا، لوكسمبورغ، مالطا، موناكو، هولندا، البرتغال، الفاتيكان
- إدارة أوروبا الثانية
  - الدنمارك، إستونيا، فنلندا، بريطانيا العظمى، أيرلندا، أيسلندا، لاتفيا، ليتوانيا، النرويج، السويد
- إدارة أوروبا الثالثة
  - ألمانيا، النمسا، المجر، ليختنشتاين، بولندا، جمهورية التشيك ، سلوفاكيا، سويسرا
- إدارة أوروبا الرابعة
  - ألبانيا، بلغاريا، البوسنة والهرسك، قبرص، كرواتيا، اليونان، مقدونيا، الجبل الأسود، رومانيا، صربيا، سلوفينيا، تركيا
- إدارة التعاون الأوروبي
  - شؤون المنظمات الدولية الأوروبية
- إدارة أمريكا الشمالية
  - كندا، الولايات المتحدة
- إدارة أمريكا اللاتينية
  - أمريكا الوسطى، الأرجنتين، بوليفيا، البرازيل، البحر الكاريبي، تشيلي، كولومبيا، كوبا، الإكوادور، المكسيك، باراغواي، بيرو، أوروغواي، فنزويلا
- إدارة الشرق الأوسط وشمال أفريقيا
  - الجزائر، السعودية، البحرين، مصر، الإمارات العربية المتحدة، العراق، إسرائيل، الأردن، الكويت، لبنان، ليبيا، المغرب، موريتانيا، عمان، فلسطين، قطر، السودان، جنوب السودان، سوريا، تونس، اليمن

- إدارة أفريقيا
  - دول جنوب الساحل
- إدارة آسيا الأولى
  - الصين، كوريا الشمالية، منغوليا، جمهورية كوريا
- إدارة آسيا الثانية
  - أفغانستان، بنغلاديش، الهند، إيران، المالديف ، نيبال، باكستان، سريلانكا
- إدارة آسيا الثالثة
  - أستراليا، بروناي، كمبوديا، إندونيسيا، اليابان، لاوس، ماليزيا، ميانمار ، نيوزيلندا، جنوب المحيط الهادئ ، الفلبين، سنغافورة، تايلاند، فيتنام
- إدارة التعاون في آسيا والمحيط الهادئ
  - قضايا التعاون المتعدد الأطراف في منطقة آسيا والمحيط الهادئ
- إدارة المنظمات الدولية
  - قضايا حول مشاركة روسيا في الأمم المتحدة والأجهزة والمنظمات والمؤسسات التاابعة لها
- قسم تخطيط السياسة الخارجية
  - القضايا المتعلقة بتخطيط السياسة الخارجية، الدعم المعلوماتي وتحليل النشاط الدبلوماسي، إعداد الخطب الدبلوماسية والتنسيق مع الأوساط العلمية والخبراء
- إدارة بروتوكول الدولة
- إدارة عدم الانتشار ومراقبة التسلح
- إدارة التحديات والتهديدات الجديدة
  - قضايا التعاون الدولي في مكافحة الإرهاب، التطرف، الفساد، الاتجار بالمخدرات، الجريمة المنظمة العابرة للحدود والقرصنة
- إدارة أمن المعلومات الدولية
- إدارة التعاون الإنساني وحقوق الإنسان
- إدارة العمل مع المواطنين في الخارج
- إدارة الإعلام والصحافة
- إدارة العلاقات مع هيئات الاتحاد والبرلمان والجمعيات العامة
- إدارة التعاون الإنساني متعدد الأطراف والعلاقات الثقافية
- إدارة التعاون الاقتصادي
- الإدارة القانونية
- إدارة شؤون الموظفين
- الإدارة القنصلية
- إدارة التاريخ والتوثيق
- إدارة المساعدة اللغوية
- إدارة الأمن
- إدارة مركز حالات الأزمات
- إدارة دعم تكنولوجيا المعلومات
- إدارة البريد الدبلوماسي
- إدارة النقد والتمويل
- إدارة الاتصالات الخاصة
- إدارة تسيير الأعمال
- إدارة الأشغال العامة والعقارات الخارجية

## وزراء الخارجية
| االوزير           | الصورة | تاريخ البداية  | تاريخ النهاية  | رئيس الإتحاد |
| ----------------- | ------ | -------------- | -------------- | --- |
| دميترى شيپيلوڤ    |        | يونيو 1956     | فبراير 1957    | |
| أندري جروميكو     |        | 14 فبراير 1957 | 2 يوليو 1985   | |
| إدوارد شيفردنادزه |        | 2 يوليو 1985   | 20 ديسمبر 1990 | |
| الکساندر بسمرتنیخ |        | 20 ديسمبر 1990 | 28 أغسطس 1991  | |
| بوريس پانكين      |        | 28 أغسطس 1991  | 14 نونبر 1991  | |
| أندري كوزيرف      |        | 1991           | 10 يناير 1996  | بوريس يلتسن (10 يوليو 1991-31 ديسمبر 1999)                                                                       |
| يفكيني بريماكوف   |        | 10 يناير 1996  | 11 سبتمبر 1998 | بوريس يلتسن (10 يوليو 1991-31 ديسمبر 1999)                                                                       |
| إيغور إيفانوف     |        | 11 سبتمبر 1998 | 9 مارس 2004    | بوريس يلتسن (10 يوليو 1991-31 ديسمبر 1999) فلاديمير بوتين (8 مايو 2000-7 مايو 2008)                              |
| سيرغي لافروف      |        | 9 مارس 2004    |                | فلاديمير بوتين (8 مايو 2000-7 مايو 2008) دميتري ميدفيديف (7 مايو 2008-7 مايو 2012) فلاديمير بوتين (7 مايو 2012-) |

## وصلات خارجية
- الموقع الرسمي (بالعربية)
- الموقع الرسمي (بالروسية)
- الموقع الرسمي (بالإنجليزية)